# Леонтий II Сисанийски
Леонтий (на гръцки: Λεόντιος) е гръцки духовник, митрополит на Вселенската патриаршия.

## Биография
Роден е в Митилини. От средата на 1821 до май 1835 година е ганоски и хорски митрополит.
Сисанийски митрополит е от май 1835 до 1852 година. По време на владичеството си обновява митрополията в Сятища - на предния вход има плоча с надпис „Ανεκαινίσθη επί του Πανιερωτάτου Αγίου Σισανίου και Σιατίστης Κυρίου Λεοντίου, Μυτιληναίου. Σεπτέμβριος 1842“ (Направи се от светия сисанийски и сятищки господин Леонтий, Митиленец. Септември 1842). Известен е с наивния си характер. Умира на 18 януари 1852 година в Сятища, където е погребан. На гроба му Димитриос Аргириадис оставя епитаф.